# Paulão Prestes
Paulo Sérgio Prestes (Monte Aprazivel, São Paulo, Brasil, 15 de febrero de 1988, es un jugador brasileño de baloncesto con pasaporte español. Juega de pívot y su club actual es el Club Athletico Paulistano.

## Biografía
En 2006 participó en el Torneo de las Américas sub-18 celebrado en San Antonio (EE. UU.), donde consiguió el bronce con su selección por detrás de EE. UU. y Argentina, y acabando como máximo anotador y reboteador del torneo con una media de 20,75 puntos y 14,3 rebotes por encuentro. Destacar que en el partido por el tercer y cuarto puesto firmaría al final del encuentro 27 puntos y 26 rebotes (17 ofensivos) y 5 tapones. El gran torneo realizado tuvo como premio su convocatoria posterior con la selección absoluta para contribuir al oro logrado en el 42.º Campeonato de Sudamérica, celebrado en Caracas (Venezuela) del 12 al 16 de julio, donde a pesar de su edad ha promediado 8 minutos por partido.
Fue preseleccionado para el Mundobásket de Japón como jugador invitado, participando por tanto de la concentración previa y los amistosos, y dando muestra de que será en un futuro muy cercano un jugador importante en el panorama internacional. Ha jugado a las órdenes de un gran entrenador, "Lula Ferreira", que lo es también del equipo brasileño nacional. Tiene sus miras en la NBA y todavía puede crecer. 
Actualmente juega en las filas del Franca Basquetebol Clube

## Selección nacional
Ha sido internacional con la Selección de baloncesto de Brasil.

## Clubes
- COC Ribeirão Preto (LBB) 2004-2006  Brasil
- Unicaja Málaga (ACB) / Clínicas Rincón Axarquía (LEB Oro) 2006-2009  España
- Club Baloncesto Murcia (ACB) 2009-2010  España
- Club Baloncesto Granada (ACB) 2010- 2011  España
- Pieno Zvaigzdes (Liga Lituana) 2011-2012  Lituania
- Gran Canaria 2014 (ACB) 2012-2013  España
- Instituto Viver Basquetebol (LBB) (2012-2013)  Brasil
- Franca Basquetebol Clube (LBB) 2013-2014  Brasil
- Mogi das Cruzes (LBB) 2014-2016  Brasil
- Club Athletico Paulistano (LBB) 2016-   Brasil